# 周珏 (永樂進士)
周珏（14世紀—15世紀），字子重，江西臨江府新喻縣書院鄉人，明朝政治人物。

## 生平
永樂三年（1405年）周珏中式乙酉科江西鄉試舉人，次年（1406年）聯捷進士，獲授行在監察御史，奉命守居庸關，威聲遠播，獲明成祖賜書「如朕親行」，在任內去世。他為官清廉，死後沒有遺留家當，同鄉友李炯、鍾瓛、傅玉良、玉潤為他殯之，御史李英前來拜祭，留下十三道祭文，其中有「君之生也，名登金榜，而身披繡衣。君之死也，命安於正，而朋友是歸。廉節之聲死而不泯，誠無玷而有輝。」的句子。

## 引用
1. 1 2  同治《新喻縣志·卷九·人物一》：周珏，字子重，書院人，永樂丙戌進士，請乘傳還家省祭，鄉里榮之。授行在監察御史，奉勅守居庸關，威聲遠震，姦詭伏藏，璽書賜勞，有「如朕親行」之語，卒於官。平生廉介，不以家累，自隨鄉友李炯、鍾瓛、傅玉良、玉潤共殯之，都御史李公英臨弔，遺十三道祭之，其文曰：「君之生也，名登金榜，而身披繡衣。君之死也，命安於正，而朋友是歸。廉節之聲死而不泯，誠無玷而有輝。」
2. ↑  同治《新喻縣志·卷八·選舉》：永樂三年乙酉鄉試 周珏 見進士